# Noriko Yamanaka
Noriko Yamanaka var en japansk före detta bordtennisspelare och världsmästare i mixed dubbel och lag.
Under sin karriär tog hon 8 medaljer i bordtennis-VM, 3 guld, 3 silver och 3 brons.

## Meriter
- Bordtennis VM
  - 1963 i Prag
    - Kvartsfinal singel
    - 3:e plats dubbel med Kazuko Ito-Yamaizumi)
    - Kvartsfinal mixed dubbel
    - 1:a plats med det japanska laget

  - 1965 i Ljubljana
    - 3:e plats singel
    - 2:a plats dubbel med Masako Seki)
    - Kvartsfinal mixed dubbel
    - 2:a plats med det japanska laget

  - 1967 i Stockholm
    - 3:e plats singel
    - 2:a plats dubbel med Naoko Fukazu)
    - 1:a plats mixed dubbel med Nobuhiko Hasegawa)
    - 1:a plats med det japanska laget

- Asian Games
  - 1962 i Jakarta
    - 1:a plats dubbel
    - 4:e plats mixed dubbel
    - 1:a plats med det japanska laget

  - 1966 i Bangkok
    - 2:a plats singel
    - 1:a plats dubbel
    - 3:e plats mixed dubbel
    - 1:a plats med det japanska laget